# Tajan (planina)
Tajan je planina u Bosni i Hercegovini.
Nalazi se u središnjoj Bosni, između Kaknja i Zavidovića. Najviši vrh Tajana nalazi se na 1297 metara nadmorske visine. Na području od 50 km2 2008. godine proglašen je spomenik prirode Tajan.